# Portimão (freguesia)
Portimão es una freguesia portuguesa del concelho de Portimão, con 75,69 km² de superficie y 49.218 habitantes (2001). Su densidad de población es de 478,9 hab/km².